# Prachner

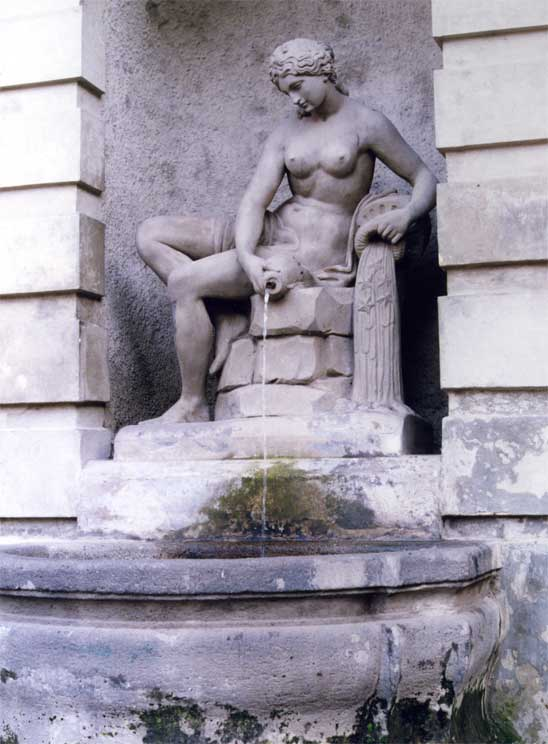
Václav Prachner, Alegorie Vltavy (kašna Terezka) na Mariánském náměstí

Prachner je příjmení rozvinuté rodiny architektů, sochařů a řezbářů, která pocházela z Horní Falce a působila v Praze od roku 1730 do poloviny 19. století.

## První generace
- Richard Jiří Prachner (1705 Gimpertshausen, Horní Falc – 22. května 1782 Praha) byl sochař a řezbář,  který se roku 1730 usadil v Praze. V roce 1731 se stal měšťanem staroměstským. Mezi jeho práce patří čtyři dvojice andílků na bočních oltářích kostela Narození Páně v areálu Pražské Lorety, dřevěné plastiky oltáře kostela Všech svatých v Uhřiněvsi (1745), hlavní oltář kostela Všech svatých na Pražském hradě (1750), boční oltáře v dominikánském kostele svatého Jiljí na Starém Městě. Kolem poloviny osmnáctého století vytvořil dřevořezby do kostela v Lánech.[1] Pracoval v dalších kostelech na Starém Městě pražském[2] a také v kostele svatého Prokopa v Sázavském klášteře.[3]

## Druhá generace
- Antonín Prachner († 1787?[4] Praha) byl architekt a stavitel, syn Richarda Jiřího Prachnera, který navrhoval například roku 1773 fasády univerzitních domů v Celetné ulici 16 (Dům Stockhaus čp. 560) a 20 (Buquoyský palác čp. 562)
- Valentin Prachner (15. února 1731 Praha – 1810? tamtéž) byl sochař, syn Richarda Jiřího Prachnera
- Petr Prachner (20. října 1744 nebo 1747, Praha – 5. března 1807, Praha) byl český pozdně barokní sochař a řezbář. Jeho otcem byl Richard Jiří Prachner, synem pak Václav Prachner
- Jan Josef Prachner (1748–1792) byl architekt, který roku 1777 upravoval pavlánský klášter a Kostel svatého Salvátora v Salvátorské ulici. Je autorem rokokové přestavby Libeňského zámku[5]

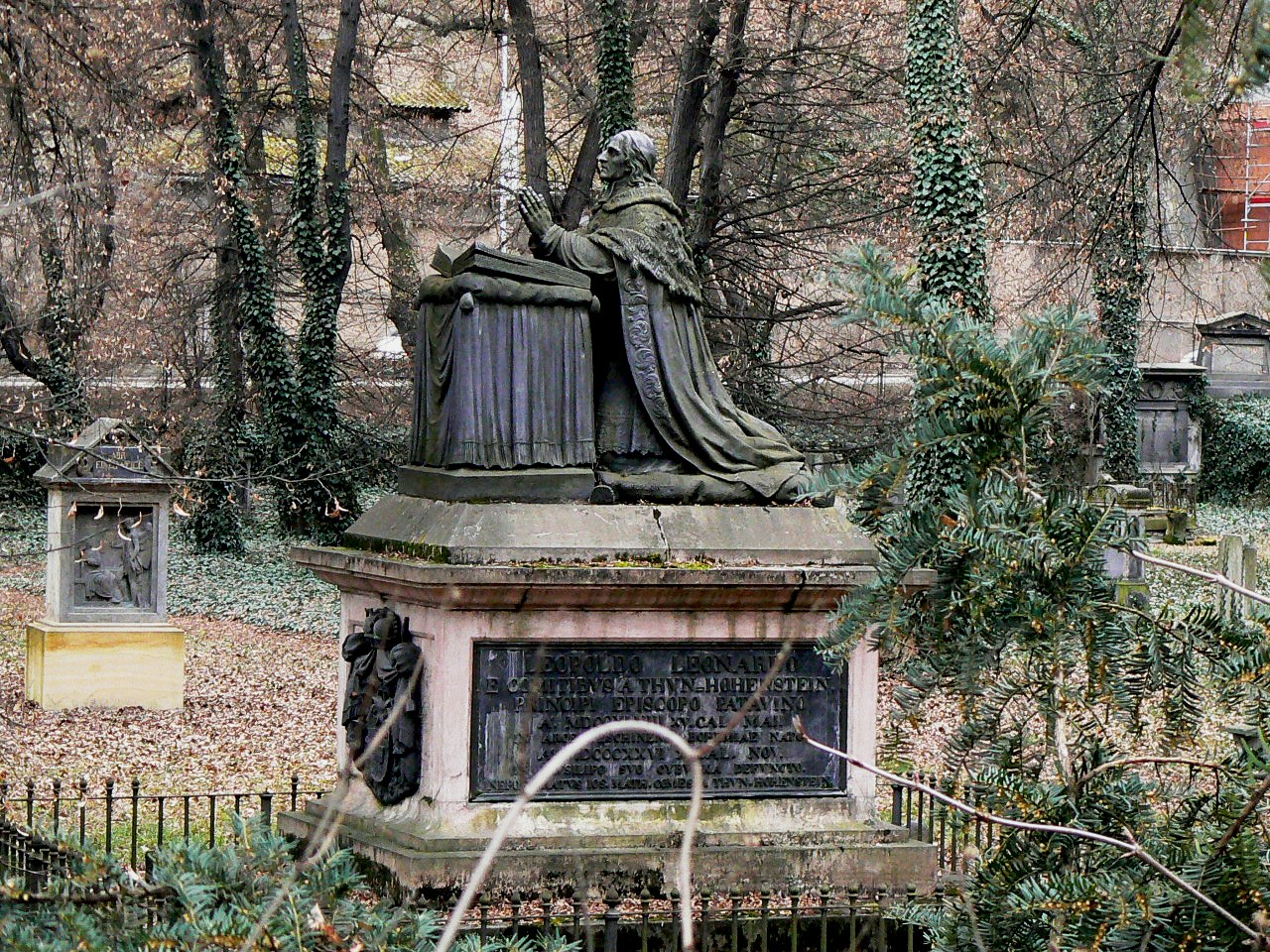
Václav Prachner: Náhrobek biskupa Thuna v Košířích

## Třetí generace
- Václav Prachner (17. září 1784 Praha – 3. dubna 1832 Praha) byl sochař období klasicismu, syn Petra Prachnera. Autor kašny „Terezky“,  pomníku Leopolda Thuna na Malostranském hřbitově v Košířích a náhrobku hraběnky Marie Anny z Unwerthu u kostela sv. Ondřeje v Pohledu[6]

## Sbírky
V ateliéru třígenerační dynastie Prachnerů se dochovala početná sbírka sochařských modelů a hliněných či sádrových forem, které z větší části převzaly do svých sbírek Národní galerie v Praze a  Uměleckoprůmyslové museum v Praze.